# Ética cívica
Por ética cívica sabemos que es la parte de la ética, de la reflexión, que se refiere a nuestro comportamiento en una comunidad social. Es el esfuerzo de los seres humanos para pensar, justificar y realizar el gran proyecto de la convivencia justa. Está fundamentada por los Derechos Humanos que recogen los valores que deben guiar nuestra conducta. Es la instrucción que tiene un objetivo de aprender a vivir en comunidad y en armonía.

## Valores mínimos "ideales" de una ética cívica
- La libertad, se adquiere como: Es un decreto de derecho que nos permite elegir qué hacer con nuestra vida, cómo disponer de nuestros talentos, posesiones, tiempo, etc. Pero también esto nos lleva a tener responsabilidades. Establecimiento de un marco de libertades cívicas para todos. Por ejemplo: la libertad de conciencia, de pensamiento y de culto religioso, la libertad de expresión y de prensa, la libertad de movimientos y de residencia.
- Autonomía moral.

- La humildad en una persona es la seguridad, por lo tanto, también conoce sus limitaciones, y las asume, aprenderá de sus aciertos y de sus errores y porque sabe reconocer, sabe escuchar sus críticas y sabe distinguir de quien vienen por lo que esta en constante aprendizaje y crecimiento.

- La justicia es uno de los ejes fundamentales del bienestar común, es distinguir lo propio de lo ajeno.

- El respeto Es reconocer donde empiezan y donde terminan los derechos iguales de todos los individuos así como de la sociedad en que vivimos. El respeto consiste en aceptar y comprender las diferentes formas de actuar y pensar de otro ser humano, siempre y cuando no contravengan ninguna norma o derecho fundamental. Respetar a otra persona es ponerse en su lugar, tratar de entender que es lo que lo motiva y sobre la base de eso ayudarlo si fuera el caso. Reconocimiento de que los otros grupos tienen derecho a existir y a mantener sus propias creencias mientras las encuentren convincentes.

La igualdad, entendida como:
- Eliminación de la dominación.
- Garantía del mínimo material social y cultural para que cada persona pueda desarrollar una vida digna: ingresos económicos dignos, educación, vivienda, asistencia sanitaria, etc.
- Igualdad de oportunidades de ocupar cargos y empleos, disminuyendo las desigualdades naturales y sociales de nacimiento.
- Igualdad ante la ley, aplicando las mismas reglas para todos.
- Procura de que todas las personas tengan un razonable nivel de autoestima.
  - Evitar la discriminación, tomar a todos en cuenta y no tener excepciones. De lo contrario se sentirán excluidos y se generará un deterioro en la convivencia.

- La solidaridad, el sentido de igualdad y justicia, el ser solidario no es solo en cosas materiales. La solidaridad busca un objetivo altruista; se debe buscar ayudar a toda persona, sin esperar nada a cambio. También hay cosas afectivas, emocionales, motivaciones, espirituales, o de simple compañía y apoyo.

Que exige dos tipos de acción:
- - Apoyar al débil para que alcance la mayor autonomía y autoestima posible.
  - Explotar al máximo los nuevos talento en provecho de la sociedad.

- La tolerancia o respeto activo de aquellas concepciones de felicidad que no compartimos. Este es un valor que se aplica a partir de que se ha cometido una falta, o se rebasó un límite.

- Una actitud dialógica para resolver los problemas, utilización del diálogo como único recurso para solucionar los conflictos, especialmente los  conflictos sociales humanos. Entendido como buscar resolver los conflictos a través del diálogo y no con violencia, dando espacio a que todos los implicados expresen sus puntos de vista.

- Datos: Q6174339